# Рамзес II

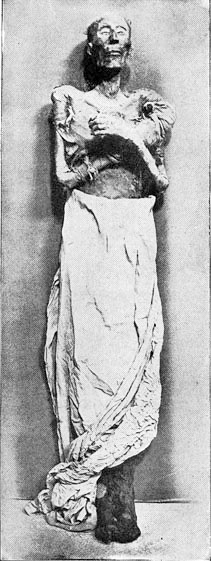
Мумія Рамзеса II. Єгипетський музей у Каїрі

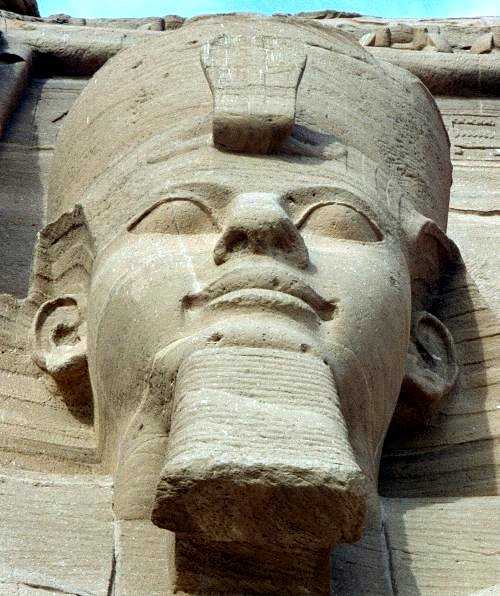
Статуя Рамзеса II в Абу-Симбелі

Рамзес II Великий або Рамсес ІІ Великий (єгипетськомовне тронне ім'я Усермаатра Сетепенра; англ. Ramesses II the Great; 1314 до н. е. — 1224 до н. е.) — фараон (1290—1224 роки до н. е.) Єгипту, третій представник дев'ятнадцятої династії. Правив 66 років і мав неабиякий авторитет у підданих. Рамзеса також називали «Великим Предком» наступників фараонів і єгипетського народу.
Завоював Палестину і Ліван, але програв битву з хетами біля міста Кадеш. Одружився з донькою хетського царя Хаттусілі III для скріплення мирної угоди. Мав понад 160 дітей від багатьох жінок. Єгипетська цариця Мерітамон теж була його донькою.
За його правління могутність Єгипту досягла вершини. Про це свідчить і той факт, що ім'я цього фараона, якого прозвали «Великим», було відоме ще до того, як науковці розшифрували ієрогліфи. Воно жило в переказах, які переходили з покоління в покоління. Про Рамзесову славу і досі свідчать величезні будови в Абу-Сімбелі, Карнаці, Луксорі та в інших місцях. Як вважають історики, саме за його правління в Єгипті проживав біблійний пророк Мойсей; з того часу до нас дійшло слово «фараон», яке було зафіксоване у Біблії.
Витесаний на камені текст договору Рамзеса II з царем хеттів Хаттусілі III (це найдревніший з мирних договорів, збережених в історії) виставлений на огляд в холі нью-йоркської штаб-квартири ООН.
Рамзес II побудував багато статуй і храмів на свою честь у різних куточках Єгипту. Найбільшими на сьогодні є чотири 20-метрові статуї сидячого Рамзеса II в Абу-Симбелі на півдні країни.
Мумія Рамзеса II (виявлена в 1881 році) виставлена у скляній вітрині в Єгипетському музеї в Каїрі.
На початку березня 2017 р. археологи з Єгипту і Німеччини в підземних водах нетрів Каїру виявили залишки стародавньої єгипетської статуї, яка, на їхню думку, могла відтворювати фараона Рамзеса II. Статуя заввишки близько 8 м. Вона складається з кварциту. Її вік близько 3 тисяч років

## Початок правління
Рамзес II зійшов на престол 27 дня третього місяця сезону шему (тобто посухи) у віці близько двадцяти років. Незважаючи на величезну кількість пам'ятників і документів з іменем Рамзеса II, історія його царювання висвітлюється в джерелах досить нерівномірно. Датовані документи існують для кожного року його правління, але вони вкрай неоднорідні: від пам'ятників релігійного призначення до горщиків з-під меду з Дейр-ель-Медіни.

## Перемога над нубійцями і лівійцями
Зміна фараонів часто давала пригнобленим народам надію на вдалі повстання. Від перших місяців правління Рамзеса збереглося зображення приведення ханаанських полонених до фараона, але воно дещо умовне. Повстання в Нубії було, мабуть, настільки значне, що для його придушення була потрібна особиста присутність фараона. Країна була упокорена. Під час цього походу тільки в одній малонаселеній області Ірем було взято у полон 7 тисяч людей. Намісник Рамзеса в Нубії зміг у перші місяці його правління доставити йому багату данину, і був ощасливлений за це нагородами і прихильністю правителя. Можливо, що на початку правління Рамзесу довелося також мати справу з лівійцями, оскільки збереглося зображення його торжества над західним сусідом, що належить до перших місяців його царювання.

## Розгром шерданів
Не пізніше 2-го року правління Рамзес здобув перемогу над шерданами — представниками одного з «народів моря» (вважають, що згодом вони заселили острів Сардинію). Єгипетські написи говорять про кораблі ворога, і розгром його під час сну. З цього можна зробити висновок, що справа відбувалася на морі або на одному з нільських рукавів і, що войовничі шердани були захоплені єгиптянами зненацька. Полонені шердани влились до лав єгипетського війська. Пізніші зображення показують їх у битві в Сирії і Палестині у перших рядах воїнів Рамзеса.

## Успіхи у внутрішніх справах
Восени 1-го року свого правління, на звільнене місце першого жерця Амона, Рамзес поставив вірного йому Небуненефа (Ніб-унанафа), який раніше обіймав посаду першого жерця Тініського бога Онуриса (Ан-Хари). На 3-му році правління Рамзеса на шестиметровій глибині вдалося знайти воду на золотих копальнях у Ваді-алак, що значно підвищило там видобуток золота.

## Війна з хетами

### Перший похід
Зміцнивши таким чином державу, Рамзес почав готуватися до великої війни з хетами. Оскільки Рамзес називав «другою експедицією» кампанію, котра завершилася битвою при Кадеші на 5-му році правління, можна припустити, що стела, встановлена на 4-му році в Нахр ель-Келби, на північ від Бейрута, є нагадуванням про першу кампанію. Незважаючи на те, що практично весь текст загублений, зображення Ра-Хорахті, який протягує руку до царя, що веде бранця, дозволяє говорити про певну військову подію. Імовірно, в 4-й рік правління Рамзес зробив свій перший похід у Передню Азію, спрямований на підпорядкування морського узбережжя Палестини і Фінікії, як необхідної передумови подальшої успішної боротьби з хеттами. У ході цього походу Рамзес взяв місто Беріт і досяг річки Елевтерос (Ель-Кебір, «Собачої річки»), де поставив свою пам'ятну стелу. Те, що Нахр ель-Келби знаходиться на території, яку займали племена амурру, ймовірно, говорить про підпорядкування царя аммуру Бентешіна єгипетською владою. Сталося це, насамперед, через активізацію хеттських набігів, в той час як єгипетська присутність гарантувала хоч якийсь спокій. Саме ця подія стала приводом для оголошення війни між Рамзеса II і хеттським царем Муваталлу: це досить ясно з тексту договору, підписаного Шаушкамуйа, сином Бентешіна і Тудхалією, сином Муваталлу.

### Битва при Кадеші

#### Військо єгиптян
Навесні 5-го року свого правління Рамзес, зібравши більш ніж 20-тисячне військо, виступив із прикордонної фортеці Чилу у другий похід. Через 29 днів від дня виступу з Чилу, чотири військові з'єднання єгиптян, названі на честь Амона, Ра, Птаха і Сета, в кожному з яких було близько 5 тисяч вояків, розбили табір на відстані одного переходу від Кадеша. Одне зі з'єднань, що називалося по-ханаанськи «молодці» (Неарія), і складене фараоном, мабуть, з добірних воїнів, ще раніше було послане уздовж морського узбережжя, для подальшого возз'єднання з основними силами у Кадеші. Наступного дня вранці багатотисячне військо єгиптян почало переправу через Оронт у Шабтуна (згодом відомий євреям під назвою Рібла). Введений в оману підісланими в єгипетський табір хеттськими вивідувачами, які запевняли, що хети відступили далеко на північ, до Халеба, Рамзес з одним з'єднанням «Амона», що вже переправилося, не чекаючи переправи всього іншого війська, рушив до Кадеша.

#### Хеттське військо
На півночі, на невеликому мисі при злитті Оронта з його лівою притокою, громадилися зубчасті стіни і вежі Кадеша. У зарічній рівнині, на північний схід від фортеці, приховане містом у повній бойовій готовності стояло все військо Хеттського царства і його союзників. За єгипетськими джерелами, хеттська армія мала 3500 колісниць з трьома воїнами на кожній і 17 тисяч піхоти. Загалом приблизно 28 тисяч воїнів. Військо хеттів було змішаним і значною мірою найманим. Крім хеттських воїнів у ньому були представлені майже всі анатолійські і сирійські царства: Арцава, Лукка, Кіццуватна, Араванна, приевфратська Сирія, Каркемиш, Халаб, Угарит, Нухашше, Кадеш, кочові племена тощо. Кожен з цих різноплемінних союзників з'явився під керівництвом своїх володарів і, отже, Муваталлу було вкрай важко керувати всім цим скопищем. Цар Хатти Муваталлу мав усі підстави уникати сутички з єгиптянами у відкритому бою. Розраховувати з подібними полчищами здолати у відкритому бою єгипетське військо, згуртоване, вишколене і скеровуване єдиною волею, було важко. Подальша шістнадцятирічна боротьба показала, що війська Хатти уникали битв на відкритій місцевості й більше відсиджувалися в сирійських фортецях. На жодному з багатьох пам'ятників Рамзеса II не показано жодного великого бою з царством Хатти поза міськими стінами після битви під Кадеші. Але й сама битва при Кадеші доводить, що хетти більше покладалися на обман і раптовість нападу, ніж на свою військову силу.

#### Битва
Після переправи через Оронт, з'єднання «Ра» не стало чекати з'єднань «Птаха» і «Сета», які ще навіть не підійшли до броду, і пішло на північ для зустрічі з фараоном. Тим часом південніше Кадеша, поза увагою єгиптян, зосередилася основна маса колісничих військ ворога. Переправа його колісниць через Оронт, очевидно, відбувалася завчасно і минула непомітно для єгиптян. З'єднання «Ра» у похідному порядку, не готове до бою, піддалося нападу ворожих колісниць, і було блискавично розсіяно, а колісниці обрушилися на з'єднання «Амона», яке розбивало табір. Частина єгипетських воїнів почала тікати, а частина разом із фараоном була оточена. Єгиптяни зазнали величезних втрат. Рамзесу вдалося згуртувати навколо себе свою гвардію і зайняти кругову оборону. Порятунку Рамзеса від неминучої поразки сприяло лише те, що хеттська піхота не змогла переправитися через бурхливі води Оронта і не прийшла на допомогу своїм колісницям. Щаслива випадковість — несподівана поява на полі битви ще одного з'єднання єгиптян, того самого, яке йшло берегом моря, трохи покращило становище, і єгиптяни змогли протриматися до вечора, коли до Кадеша підійшло з'єднання «Птаха». Хети були змушені відступити за Оронт, зазнавши втрат при переправі через річку. У цій битві загинули два брати хеттського царя Муваталлу, кілька воєначальників і багато інших знатних хетів і їхніх союзників. Наступного дня вранці Рамзес знову напав на хеттське військо, але зломити ворога не вдалося і в цій битві — жодне джерело не говорить про те, що фараон опанував Кадеш. Хеттський цар Муваталлу запропонував фараонові перемир'я, що дало Рамзесу можливість із честю відступити й успішно повернутися до Єгипту. Хеттський цар успішно продовжив свої дії з метою підпорядкувати Амурру і, врешті, змістив правителя Бентешіна. Хетти навіть просунулися далі на південь і захопили країну Убе (тобто, оазу Дамаска), що раніше належала Єгипту.